# راس خروبة (سيدي سليمان مول الكيفان)
راس خروبة هي إحدى مشيخات المملكة المغربية، تتبع جغرافيا لعمالة مكناس وإداريًا لسيدي سليمان مول الكيفان. يقدر عدد سكانها بـ 3572 نسمة حسب الإحصاء الرسمي للسكان والسكنى لسنة 2004.